# Machliny
Machliny (niem. Machlin) – wieś sołecka w Polsce położona w województwie zachodniopomorskim, w powiecie drawskim, w gminie Czaplinek.

## Położenie
Wieś leży ok. 10 km na południe od Czaplinka, przy drodze wojewódzkiej nr 163, między dwoma jeziorami: Machliny Wielkie (Duże) i Machliny Małe, między Czaplinkiem a Wałczem. Wieś wchodząca w skład sołectwa: Motarzewo.
Osady wchodzące w skład sołectwa: Kosin, Nowa Wieś, Podstrzesze, Turze.

## Historia
Miejscowość pierwotnie związana była z Pomorzem oraz z Wielkopolską. Ma metrykę średniowieczną i istnieje co najmniej od XIV wieku. Po raz pierwszy wymieniana w dokumencie z 1361 jako Machelin, 1251 (falsyfikat z końca XV wieku) Mecholin, 1552 w odmianie na Machlinach, 1554 Machlino, 1554 Machelyn, 1563 Machlin, 1577 Machlini, 1944 Machelin.
Tereny, na których położona była miejscowość prawdopodobnie zasiedlone były jednak wcześniej niż odnotowują to archiwalne dokumenty. Archeolodzy odnaleźli w sąsiedztwie wsi niedatowane grodzisko na lewym brzegu rzeki Dobrzycy, które w XIX wieku potocznie nazywane było Johannisburg.
Wieś była początkowo własnością kościelną, a potem szlachecką. Leżała przy granicy Korony Królestwa Polskiego oraz Nowej Marchii. W 1361 preceptor zakonu joannitów Herman de Werborge nadał Hermanowi i Henrykowi braciom „de Banczen” oraz Ludekinowi „de Golcze” gród odnotowany jako castrum Machelin oraz wieś Machlino wraz z wsiami Brocz oraz Miłkowo. W 1364 Ludwik i Otto margrabiowie brandenburscy zapisali cesarzowi Karolowi IV Nową Marchię w jej granicach wymieniając m.in. Machliny. W 1552 wieś leżała w powiecie wałeckim Korony Królestwa Polskiego.
W końcu XV wieku wieś odnotowano w falsyfikacie z 1251 przy opisie granicy Korony z marchią. W 1564 przy opisie granicy Nowej Marchii z Polską jako punkt orientacyjny odnotowano dęby z naciosami stojące przy drodze machlińskiej, przy których zbiegały się granice wsi Pławno i Puszczy Studnickiej w Nowej Marchii oraz wsi leżących w Polsce Brocz i Machliny.
Miejscowość należała do szlacheckiego rodu Golczów. W 1554 Konrad Golcz zapisał swojej żonie Agnieszce Kleist po 400 grzywien posagu i wiana na połowach wsi Brocz, Klausdorf, Plumwerder, Rzepowo, Lubno, Machliny oraz na całym dworze w Broczu. W 1554 Henryk Golcz zapisał żonie Elżbiecie córce Antoniego Zotzenow (Czucznow) po 500 florenów posagu i wiana na wsiach Brocz, Klausdorf, Machliny, Heinrichsdorf i Rzepowo.
Wieś odnotowały archiwalne dokumenty prawne i podatkowe. W 1549 we wsi odnotowano młyn słodowy oraz piłę. W latach 1552–1579 miały miejsce pobory podatkowe w Machlinach. W 1552 z pustej dziedziny Machlino od jednego łanu płacił sołtys i młynarz dziedziczny. W 1563 z części należącej do Stanisława Biegańskiego pobrano podatek z 11 półłanków, karczmy dorocznej, młyna dziedzicznego o jednym kole, od kowala i krawca. Z części należącej do Elżbiety Golczowej pobrano podatek z 9 półłanków. W 1577 Sebald Gołcz zapłacił od 10 łanów i od 5 zagrodników, a Jan Gołcz z Brocza zalegał z poborem od 6 śl. i 5 zagr. i karczmy. W 1579 Sebald Gołcz z Brocza płacił od 11 półśladów, 7 zagrodników, sołtysa, który miał pół śladu roli oraz od 2 komorników. Natomiast Jan Gołcz z Brocza zapłacił od 7 półśladów osiadłych i jednego półśladu opuszczonego, 7 zagrodników, młyna o dwóch kołach, kowala, 2 komorników i owczarza, który wypasał 80 owiec, a także od 28 kłód wyszynkowanego piwa.
W latach 1975–1998 miejscowość administracyjnie należała do województwa koszalińskiego.

## Demografia
W roku 2007 wieś liczyła 191 mieszkańców.

## Zabytki i atrakcje turystyczne
Zabytki chronione prawem:
- kościół pw. Chrystusa Króla szachulcowy z 1675 r.; filialny, rzymskokatolicki należący do parafii pw. Matki Bożej Wspomożenia Wiernych w Broczynie, dekanatu Barwice, diecezji koszalińsko-kołobrzeskiej, metropolii szczecińsko-kamieńskiej. Przebudowany w latach 1971-72.
- dzwonnica szachulcowa, z XIX wieku.

## Gospodarka
W latach 50. XX wieku na południe od wsi, wzdłuż drogi wojewódzkiej nr 163 na długości 2 200 m i szerokości 10 m powstał drogowy odcinek lotniskowy Machliny.